# Pi-Ramses
Pi-Ramses o Pi-Ramesse o Per-Rameses (IPA: /pɪərɑːmɛs/; Egizio: pr-rꜥ-ms-sw ) è un'antica città perduta dell'Egitto, capitale dell'antico Egitto sotto tutti i sovrani Ramessidi. Il suo nome significa letteralmente Casa di Ramses, e si ritiene comunemente che venga citata nella Bibbia come le città deposito di Pitom e Ramses, il presunto luogo di nascita di Mosè nonché il punto di partenza dell'esodo del popolo ebraico dall'Egitto secondo la Bibbia.
(Libro dell'Esodo, 1,11)

## La scoperta
| pr · Z1 | ra | ms | s | s |

| pr · Z1 | ra | ms | s | s |

Nel 1884, Flinders Petrie giunse in Egitto per dare inizio alle sue attività di scavo. Il suo primo intervento archeologico si svolse a Tanis, dove arrivò accompagnato da 170 operai. Successivamente, negli anni Trenta del Novecento, fu Pierre Montet a condurre nuove esplorazioni tra le rovine della stessa località. La grande quantità di frammenti architettonici risalenti all’epoca ramesside portò gli studiosi a ipotizzare che Tanis corrispondesse all’antica Pi-Ramses. Tuttavia, col tempo si comprese che né i monumenti né le iscrizioni presenti avevano avuto origine in quel luogo.
Negli anni ’60, Manfred Bietak dimostrò che Pi-Ramses si trovava sul ramo più orientale del Nilo durante il regno di Ramses. Studiando l'antico corso del fiume, scoprì che il ramo pelusiaco (ossia il ramo più orientale, che prendeva il nome dalla città di Pelusio, un importante centro strategico e commerciale dell'antico Egitto) era quello attivo all’epoca, mentre quello su cui sorse Tanis non esisteva ancora. Gli scavi furono quindi avviati a Tell el-Dab’a e Qantir, dove erano stati trovati molti reperti ramessidi. Le ricerche portarono a identificare Tell el-Dab’a come la capitale degli Hyksos, Avaris, e Qantir come il vero sito di Pi-Ramses.
Pi-Ramses si estendeva su un vasto territorio di 30 km quadrati. Si trovava alcuni km a nord del sito di Avaris, verso cui forse arrivava ad estendersi includendolo, essendo Avaris divenuta nel Nuovo Regno dell'Egitto una zona franca dove si stabilivano gli habiru provenienti dalla terra di Canaan.

## Storia
La città fu edificata dopo il 1300 a.C., nel territorio sotto il controllo di Paramses, visir del faraone Haremhab, che poi divenne faraone col nome di Ramses I. Il faraone Seti I espanse il primo nucleo della città includendovi il tempio del dio Seth sito nelle rovine dell'antica città di Avaris occupata da popolazioni di habiru impiegati come operai edili.
Sotto il successivo faraone Ramses II si ebbe la grande espansione della città alle sue massime dimensioni.
Pi-Ramses fu quindi la capitale dell'antico Egitto sotto tutti i sovrani Ramessidi: da Ramses I a Ramses III. Essa fu abbandonata all'inizio della XX dinastia egizia, quando il ramo del Nilo si prosciugò, e tutte le pietre e le statue delle divinità furono spostate nella nuova capitale Tanis sita più a nord.

### L'esodo

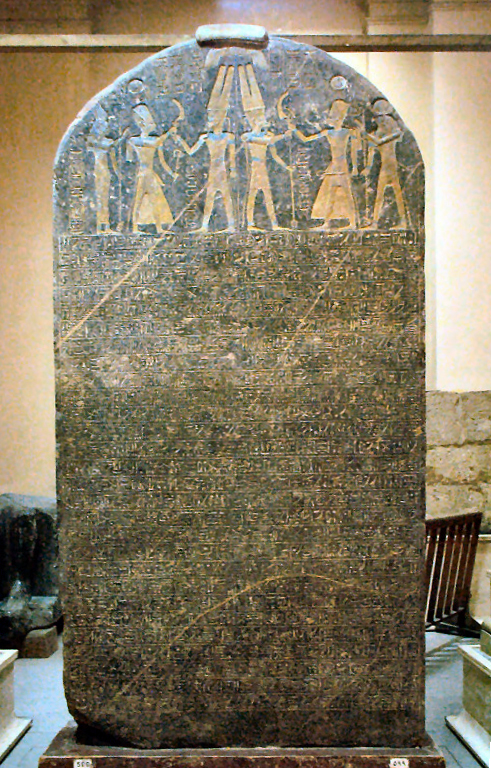
La stele di Merenptah conservata ad oggi Museo egizio del Cairo.

Il racconto biblico dell’Esodo narra la liberazione degli Ebrei dalla schiavitù in Egitto, tradizionalmente associata al regno di Ramses II (1279–1213 a.C.), sebbene le fonti egizie non ne facciano menzione. La presenza degli Apiru o Habiru, gruppi seminomadi impiegati come manodopera forzata e operanti nelle cave di pietra e nella produzione di mattoni, ha portato alcuni studiosi a ipotizzare un legame con i proto-israeliti. Documenti egiziani non attestano un grande disordine in seguito alla fuga di una minoranza di schiavi, evento che assume invece rilievo nella narrazione biblica.

#### Prove storiche e cronologia
La Stele di Merenptah (circa 1208 a.C.) rappresenta il primo riferimento extrabiblico a un gruppo chiamato Israele, attestato come popolo stanziato in Canaan alla fine del XIII secolo a.C. Secondo la Bibbia, l’Esodo seguì 430 anni di permanenza in Egitto e fu seguito da 40 anni di peregrinazione nel deserto, un periodo che alcuni collegano al contesto di tensione sociale e di grandi cantieri del Delta orientale durante il regno di Ramses II. L’identificazione biblica della città di Raamses con Pi-Ramses, la nuova capitale costruita da Ramses II, e la narrazione della morte del primogenito del faraone hanno alimentato ulteriori discussioni sulle possibili radici storiche di questi eventi.

##### Mosè e il contesto egiziano
Alcuni studiosi, tra cui H. Cazelles, suggeriscono che Mosè, educato alla corte egiziana, possa aver svolto un ruolo di mediatore tra gli Apiru e l’amministrazione faraonica. Tale ipotesi si fonda sul contesto dei lavori di fortificazione e sulle esigenze di manodopera per i progetti di Ramses II, in cui il rifiuto di liberare gli schiavi avrebbe rispecchiato le necessità economiche e militari dell’epoca; tuttavia ad oggi non c'è alcuna prova concreta che l'Esodo biblico sia realmente avvenuto.

## Urbanistica e architettura

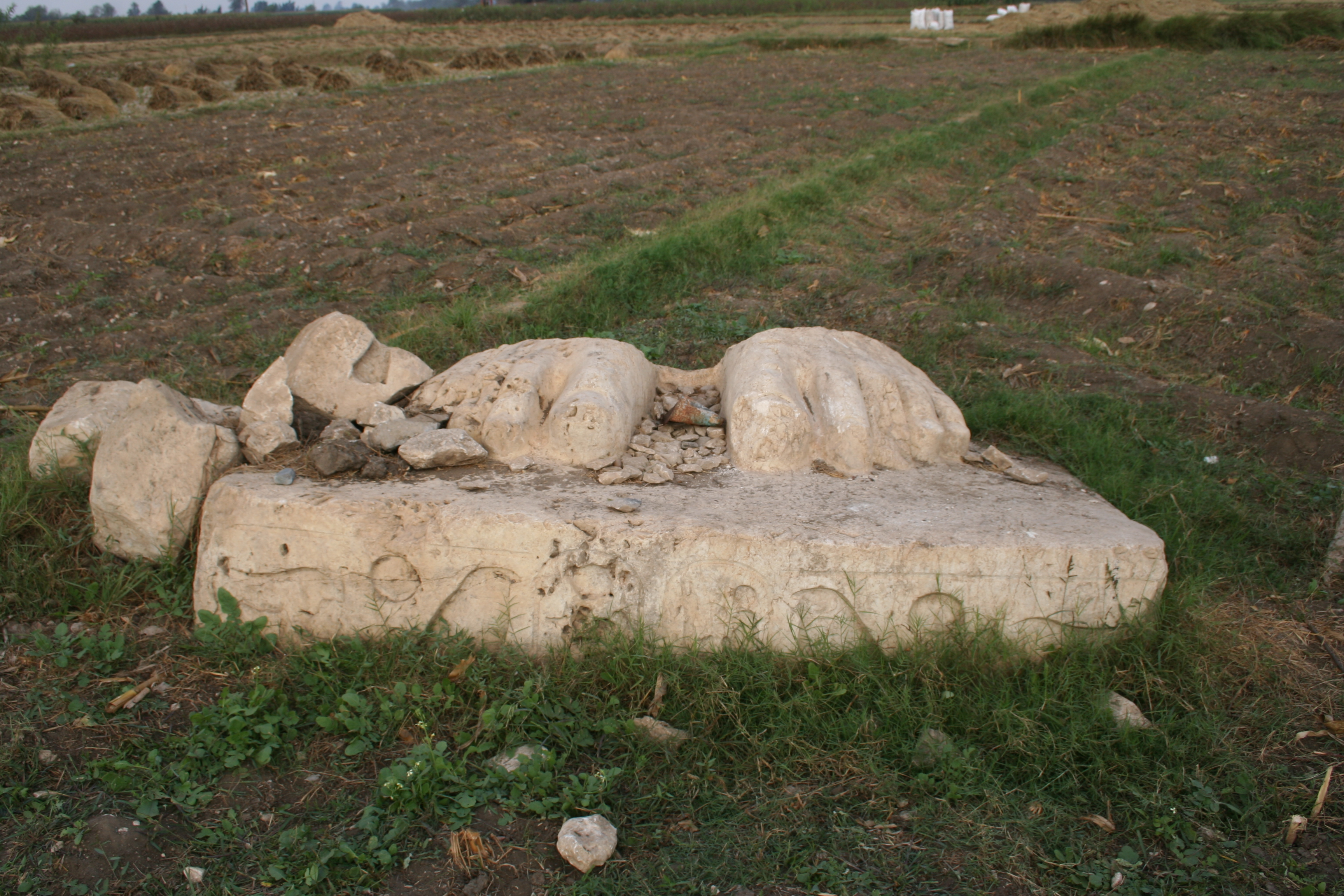
Piedi di una statua colossale di Ramses II a Qantir

La pianificazione urbanistica di Pi‑Ramses testimonia l’avanzata organizzazione e la centralizzazione dell’apparato statale egizio durante il periodo ramesside. Studi approfonditi hanno evidenziato come la città fosse suddivisa in aree funzionali distinte , comprendenti un nucleo amministrativo centrale, zone residenziali destinate agli operai e complessi a funzione militare e religiosa. L’ordinata disposizione delle vie e la presenza di infrastrutture quali sistemi di drenaggio e canali indicano un’attenta gestione delle risorse idriche del Nilo, essenziale per il funzionamento della città, poi trasferita dopo il prosciugamento di quel ramo del delta .
Il ritrovamento di strutture monumentali, tra cui una scuderia capace di ospitare un gran numero di cavalli, evidenzia il ruolo strategico di Pi‑Ramses nel supporto logistico e nel controllo militare del regno. Tali edifici, studiati nel dettaglio da Wilkinson, sottolineano come l’urbanistica della città fosse concepita per integrare esigenze pratiche e simboliche, rafforzando l’autorità del potere centrale .